# 克罗克特
克罗克特（法語：Crochte，法語發音：[kʁɔkt]）是法国上法蘭西大區北部省的一个市镇，属于敦刻尔克区。

## 地理
克罗克特（50°56'7"N, 2°23'19"E）面积7.83 平方千米，位于法国上法蘭西大區北部省，该省份为法国最北部的省份及最长的省份，西北濒北海，西接加来海峡省，南至埃纳省和索姆省，东与比利时接壤。
与克罗克特接壤的市镇（或旧市镇、城区）包括：斯泰讷、索克斯、泽盖尔斯卡佩勒、比瑟泽勒、埃斯凯尔贝克、皮加姆。

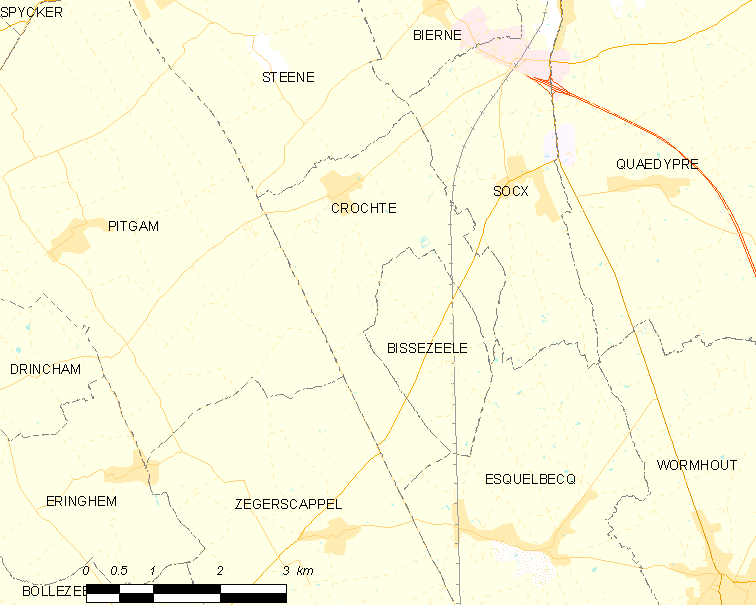
克罗克特的OSM定位图

克罗克特的时区为UTC+01:00、UTC+02:00（夏令时）。

## 行政
克罗克特的邮政编码为59380，INSEE市镇编码为59162。

## 政治
克罗克特所属的省级选区为沃尔穆特县。

## 人口

1962-2008年间克罗克特人口变化图示

克罗克特于2022年1月1日时的人口数量为658人。